# Censo de la República Dominicana de 1920

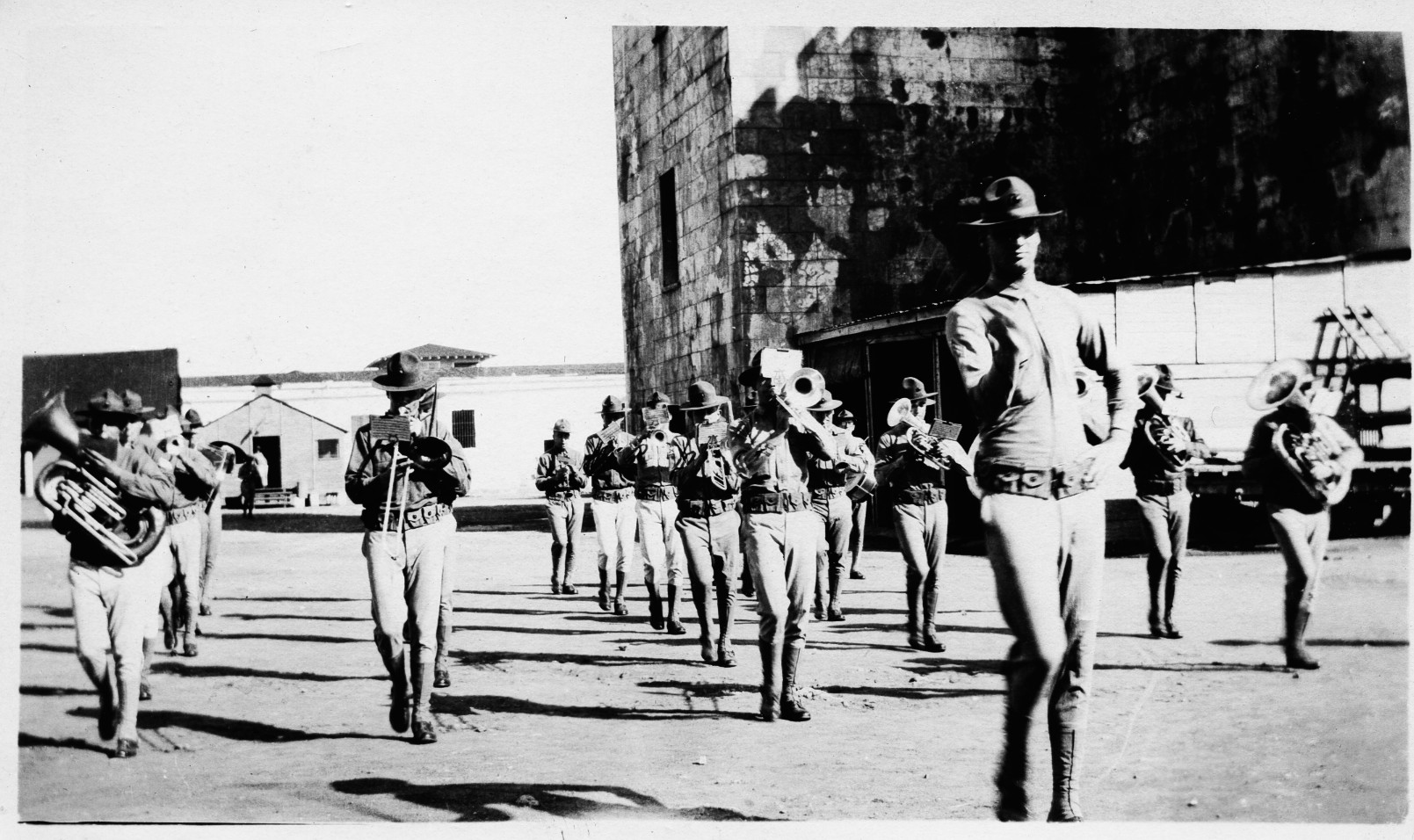
Esta es una imagen que hace referencia al censo que se llevó a cabo en la República Dominicana en el año 1920.

El Primer Censo Nacional fue levantado desde el 19 de enero hasta el 24 de diciembre de 1920, durante la administración del general Thomas Snowden, gobernador estadounidense de Santo Domingo tras la ocupación estadounidense de la República Dominicana.
Este fue el primer censo realizado en territorio dominicano por el Estado desde la época colonial, si bien la Iglesia católica realizaba censos parroquiales; este censo recabó información respecto la ocupación, edad, sexo, fecundidad, raza, religión, estado civil, nacionalidad, habilidad para sufragar y vivienda.

## Resultados generales
| Población Total | 894.665 | 100  |
| Hombres         | 446.384 | 49,9 |
| Mujeres         | 448.281 | 50,1 |

| Dominicanos                | 845.145 | 94,5 |
| Extranjeros                | 49.520  | 5,5  |
| de Haití                   | 28.258  | 3,1  |
| de las Indias occidentales | 8.305   | 0,9  |
| de Puerto Rico             | 6.069   | 0,7  |
| de España                  | 1.443   | 0,2  |
| de los Estados Unidos      | 891     | 0,1  |
| de Cuba                    | 741     | 0,1  |
| de otro país               | 3.813   | 0,4  |
| Blancos                    | 223.144 | 24,9 |
| Mestizos y amarillos       | 444.587 | 49,7 |
| Negros                     | 226.934 | 25,4 |

| Católica    | 882.425 | 98,632 |
| Protestante | 11.927  | 1,333  |
| Hebrea      | 55      | 0,006  |
| otra        | 258     | 0,029  |

## Resultados provinciales y comunales
Entonces el país estaba dividido en 12 provincias y 63 comunes. La provincia dominicana más poblada era la de Santo Domingo con 146.652 habitantes, y la menos poblada lo era Samaná con 16.915 habitantes. La común más poblada era Santiago con 72.150 pobladores, seguida de La Vega con 58.466 y la ciudad capital Santo Domingo con 45.007 moradores; la común menos poblada era El Jovero (ahora Miches) con apenas 1.692 habitantes.
La provincia con más blancos era Santiago con 41.825 y la provincia con más negros era Santo Domingo con 55.644; las provincias con más mestizos eran Santiago y La Vega, con 62.665 y 62.369 individuos, respectivamente.
Las provincias con más inmigrantes eran Monte Cristi y San Pedro de Macorís, con 11.256 y 10.145 extranjeros; proveniendo mayoritariamente de Haití (97%) en la primera provincia, y de las Indias Occidentales (56%), Haití (20%) y Puerto Rico (17%), en el caso de la última. Proporcionalmente, los extranjeros representaban el 26,3% de la población de San Pedro de Macorís y el 16,8% de la población de Monte Cristi. En la provincia de Santo Domingo, había 5.072 extranjeros, que representaban el 3,46% de la población; la mayoría de estos eran de Puerto Rico (32%), las Indias Occidentales (20%), Haití (15%), España (11%), el Mandato francés de Siria y Líbano (5%), los Estados Unidos (5%), y Cuba (4%).
La provincia con mayor proporción de negros lo fue San Pedro de Macorís con 40%, aunque la mitad de estos eran extranjeros, seguida de Santo Domingo, con 38%. La provincia con mayor proporción de mestizos era Puerto Plata, con 64%, seguida de La Vega, con 58%.
La común con mayor proporción de blancos era Pimentel con 73%, seguida de Castillo, Gaspar Hernández, La Peña, Villa Rivas, San José de las Matas, Jánico, Esperanza, Baní y Santiago; las comunes de menor proporción blanca eran Restauración con 6% y San Cristóbal con 12%. La común con mayor proporción de negros era Restauración con 74%, seguida de La Victoria, Villa Mella, Guerra, Villa Rivas, Los Llanos, San Cristóbal, Comendador, San Pedro de Macorís, Hato Mayor, La Romana y Samaná; las de menor proporción negra eran Monción con 4%, y Constanza, Altamira y Jarabacoa con 8% cada una. Las comunes con mayor proporción de mestizos lo fueron Constanza y Monción, con 73 y 71 por ciento, respectivamente; las comunes de menor proporción de mestizos lo fueron Villa Rivas y Pimentel con 9% cada una.
La religión católica tenía primacía en todas las provincias. La provincia con mayor proporción de fieles católicos era Azua con 99,94%; la provincia con menor proporción era San Pedro de Macorís con 85,62%.

## Fuente
- Secretaría de Estado de lo Interior y Policía (1923). Primer Censo Nacional de Población, 1920. Editora de la Universidad de Santo Domingo.
- Oficina Nacional de Estadística. Censo 1920. Archivado desde el original el 20 de junio de 2017. Consultado el 13 de junio de 2017.